# Загорани
Загорани (на македонска литературна норма: Загорани) е село в южната част на Северна Македония, община Прилеп.

## География
Селото е разположено в областта Пелагония.

## История
В ΧΙΧ век Загорани е чисто българско село в Прилепска кааза на Османската империя. Църквата „Свети Никола“ е от 1890 година. В „Етнография на вилаетите Адрианопол, Монастир и Салоника“, издадена в Константинопол в 1878 година и отразяваща статистиката на населението от 1873 година, Загоране (Zagorané) е посочено като село с 35 домакинства със 163 жители българи и 51 цигани.
Според статистиката на Васил Кънчов („Македония. Етнография и статистика“) от 1900 година Загорани има 200 жители, всички българи християни.
На Етнографската карта на Битолския вилает на Картографския институт в София от 1901 година Загорани е чисто българско село в Прилепската каза на Битолския санджак с 18 къщи.
В началото на XX век българското население на селото е под върховенството на Българската екзархия. По данни на секретаря на екзархията Димитър Мишев („La Macédoine et sa Population Chrétienne“) през 1905 година в Загорани има 144 българи екзархисти.
Според Димитър Гаджанов в 1916 година в Загорани живеят 7 турци и 293 българи.
Според преброяването от 2002 година селото има 108 жители, всички северномакедонци.

## Личности
Родени в Загорани
- Блаже Дамчев (1878 – след 1943), български революционер от ВМОРО
- Кирил Иванов (1899 – 6 август 1925), български революционер, деец на ВМРО, загинал в сражението при Драчевица[9]
- Мирчо Дамчев (1878 – след 1943), български революционер от ВМОРО